# Vermelho Russo
Vermelho Russo é um filme brasileiro de 2017 filmado em Moscou.

## Sinopse
Marta e Manu são duas jovens atrizes em crise com a profissão. A fim de se reinventarem, decidem encarar o inverno russo para se aprofundar na famosa técnica Stanislavski de interpretação. Entre nevascas, brigas, paixões e muitos litros de vodca, suas personagens acabam por extrapolar os limites da cena e da amizade, fazendo com que sejam constantemente testadas pelo rigor do teatro e por uma Rússia majestosa e difícil.

## Elenco
- Martha Nowill como Marta
- Maria Manoella como Manu
- Michel Melamed
- Fernando Alves Pinto como Fernando
- Alina Dzhamgaryan

## Prêmios
- Festival do Rio 2016 (Prêmio de Melhor Roteiro) [1]